# Juan Manrique de Lara

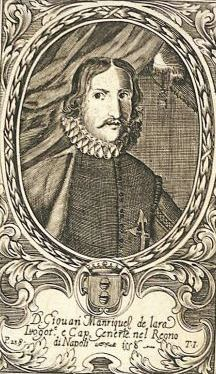
Juan Manrique de Lara. Grabado calcográfico anónimo recogido en Teatro eroico, e politico de'governi de'Vicere del Regno de Napoli, de Domenico Antonio Parrino, Nápoles, 1692-1694. Biblioteca Nacional de España.

Juan Manrique de Lara († 21 de junio de 1570) fue un noble castellano y virrey de Nápoles, en calidad de interino, entre el 6 de junio y el 10 de octubre de 1558.

## Biografía
Contrajo matrimonio con Ana Fajardo, hija de Pedro Fajardo y Chacón, adelantado mayor y capitán general del reino de Murcia. 
En 1563, Felipe II, en virtud de una bula pontificia vendió a Juan Manrique de Lara las villas y aldeas "del cambio" por 7.931.380 maravedíes. El 10 de agosto de aquel mismo año se inició el pleito entre el concejo de San Leonardo de Yagüe y Juan Manrique de Lara por las suertes del monte, que zanjaría la Chancillería de Valladolid el 1 de abril de 1569.
El 19 de mayo de 1564, De Lara y su esposa, Ana Fajardo, fueron facultados por el rey Felipe II para construir el castillo de San Leonardo de Yagüe, siendo maestro de las mismas maese Bartolomé Carlom. Unos años después, el 20 de septiembre de 1565, compró las alcabalas de San Leonardo. Edward Cooper supone que «Seguramente los beneficios fueron para sufragar las obras del castillo».
En mayo de 1566 recibió de Juan Delgadillo de Avellaneda los derechos sobre las alcabalas y tercias de Rabanera del Pinar. Un año después, el 11 de julio de 1567, con Ana, fundó un mayorazgo con todas sus posesiones en la Comarca de Pinares.